# Giải LVFCS cho chỉ đạo nghệ thuật xuất sắc nhất
Giải LVFCS cho chỉ đạo nghệ thuật xuất sắc nhất là một trong các giải của LVFCS dành cho chỉ đạo nghệ thuật ở một phim, được bầu chọn là xuất sắc nhất. Giải này được lập từ năm 2002.

## Các người đoạt giải

### Thập niên 2000
| Năm  | Phim                                          | Giám đốc nghệ thuật                                                                   |
| ---- | --------------------------------------------- | ------------------------------------------------------------------------------------- |
| 2002 | Frida                                         | Bernardo Trujillo                                                                     |
| 2003 | The Lord of the Rings: The Return of the King | Grant Major                                                                           |
| 2004 | The Aviator                                   | Dante Ferretti                                                                        |
| 2005 | King Kong                                     | Simon Bright & Dan Hennah                                                             |
| 2006 | Marie Antoinette                              | Pierre Duboisberranger                                                                |
| 2007 | Harry Potter and the Order of the Phoenix     | Mark Bartholomew, Alastair Bullock, Martin Schaedler, Gary Tomkins & Alexandra Walker |
| 2008 | The Curious Case of Benjamin Button           | Kelly Curley                                                                          |

Bản mẫu:LVFCS Awards Chron